# Movimento dos Oficiais Livres

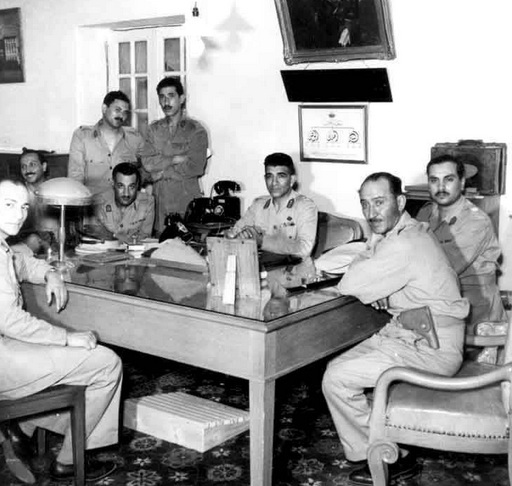
Os "oficiais livres", em 1953.

O Movimento dos Oficiais Livres foi uma organização militar do Egipto fundada por Gamal Abdel Nasser junto a Anwar el-Sadat e outros oficiais após a derrota de Egipto na guerra de 1948 com Israel e cujo objetivo era salvar a honra dos exércitos, bem como derrotar o rei Faruk I, cujo governo se assentava com o apoio do Reino Unido.

## História e consequências
A primeira organização militar clandestina a se definir como Oficiais Livres (em árabe : الضباط الأحرار , al-Ḍubbāt al-Aḥrār), foi aquela que no Egito em 1952 trouxe um grupo de oficiais das forças armadas, de republicanos e pan-árabes, para se livrar da monarquia do rei Fārūq, o último descendente de Mehmet Ali (Muhammad Ali), que consideravam corrupto e sujeito aos desejos do Reino Unido, que ocupava o país desde 1882.
Os principais expoentes da organização foram o general Muhammad Neghib, de origem núbia, e o coronel GamālʿAbd al-Nāser, que conseguiu realizar o golpe de Estado tomando o poder.
Desde então, quase todos os oficiais das Forças Armadas dos diversos países árabes (que possuíam as aptidões tecnológicas, ideológicas e culturais para dar uma profunda mudança nas formas de governo até então expressas, substancialmente condicionadas pela política almejada pelas potências, primeiro colonial e da Europa) eles imitaram o que aconteceu no Egito fascinados pela profunda mudança institucional conseguida sem envolver nenhum derramamento de sangue. Assim aconteceu em 1969 na Líbia com Mu'ammar Gaddafi e no Sudão com Ja'far al-Nimeyri.

No entanto, isso nem sempre aconteceu de forma incruenta, como foi o caso no Iraque onde, em 14 de julho de 1958, o general Abd al-Karīm Qāsim com outros soldados pertencentes à Organização dos Oficiais Patrióticos derrubaram a monarquia Hachemita de Faisal II em sangue. (ainda sob a regência de Abd al-Ilāh), com a morte do jovem governante e seu primeiro-ministro, o pró-britânico Nūrī al-Saʿīd.